# ناحیه ارتفاعات
ناحبه ارتفاعات(به انگلیسی: Highlands Region) یکی از ۴ ناحیه در تقسیمات کشوری پاپوآ گینه نو به شمار می رود.

## تقسیمات
این ناحیه خود از ۷ استان تشکیل می شود:
- چیمبو
- ارتفاعات شرقی
- انگا
- هلا
- جیواکا
- ارتفاعات جنوبی
- ارتفاعات غربی